# Prima o poi mi sposo
Prima o poi mi sposo (The Wedding Planner) è un film prodotto nel 2001 e diretto da Adam Shankman. Tra i principali interpreti figurano Jennifer Lopez e Matthew McConaughey. Il film ha ricevuto durante l'edizione dei Razzie Awards 2001 una nomination come Peggior attrice per Jennifer Lopez.

## Trama
San Francisco, California: Mary Fiore è un'americana di origini italiane dedita con successo alla sua attività  di organizzatrice di matrimoni; da lungo tempo single,  è apparentemente disinteressata a nuove relazioni d'amore.
Grazie al padre, Mary rincontra un amico d'infanzia, Massimo, che sin da subito si dimostra seriamente intenzionato nei suoi confronti e prende a corteggiarla in modo plateale, non di rado mettendola in imbarazzo.
Un giorno, mentre rischia di essere investita da un cassonetto della spazzatura, Mary viene salvata da un giovane medico, Steve Edison, e tra i due nasce immediata e reciproca attrazione; tuttavia, solo pochi giorni dopo, Mary scopre che Steve sta per sposarsi con Fran, e spetta proprio a lei l'organizzazione del loro matrimonio. Tra delusione e attrazione crescente, Mary sceglie di comportarsi con professionalità e continua a occuparsi delle loro nozze, senza coinvolgere i suoi sentimenti. Cede all'intenso corteggiamento di Massimo, considerandolo un compagno affidabile e amabile.
Mary e Massimo sono quindi destinati a sposarsi lo stesso giorno di Steve e Fran, a poca distanza di tempo; tuttavia, quello stesso giorno, Steve e Fran si rendono conto di non essere più innamorati l'uno dell'altra come una volta, e decidono di annullare le nozze. Lui inizia una corsa contro il tempo per impedire a Mary di sposarsi e, intanto, Massimo si rende conto che Mary non lo ama veramente e che tra loro non ci sarebbe mai una vera felicità, annullando così la cerimonia. 
Poco dopo, Steve raggiunge il municipio nel quale, grazie a Massimo, trova Mary e la raggiunge.

## Produzione
La canzone finale è Love Don't Cost a Thing di Jennifer Lopez. I ruoli dei protagonisti inizialmente erano stati pensati per Jennifer Love Hewitt e Brendan Fraser. Il personaggio di Mary Fiore, interpretato dalla Lopez, è ispirato a Mindy Weiss detta anche "Miss Wedding".

## Riconoscimenti
- 2002 - Nickelodeon Kids' Choice Awards
  - Miglior attrice a Jennifer Lopez
- 2001 - Razzie Awards
  - Nomination Peggior attrice protagonista a Jennifer Lopez
- 2009 - Razzie Awards
  - Nomination Peggior attrice del decennio a Jennifer Lopez
- 2001 - Teen Choice Awards
  - Nomination Miglior commedia
  - Nomination Miglior alchimia a Jennifer Lopez e Matthew McConaughey
- 2002 - Premio YoGa
  - Peggior attrice straniera a Jennifer Lopez
- 2001 - Stinkers Bad Movie Awards
  - Nomination Peggior attrice a Jennifer Lopez
  - Nomination Accento più noioso a Justin Chambers